# Noèlia Llorens Lerma
Noelia Llorens Lerma (Godella, 1988), coneguda amb el nom artístic Titana, és una cantaora tradicional valenciana.
L'any 2017 va guanyar el II Concurs de Cant de Batre del Port de Catarroja. Juntament amb Miquel Gil, i per iniciativa d'Acció Cultural del País Valencià, va protagonitzar el disc Arrel, publicat el 2021. També el 2021 va llançar el seu primer disc en solitari, Titana, amb el segell RC studio. A més, ha col·laborat amb altres artistes del cant tradicional valencià, com és el cas de la cançó «Ja ve l'aire» del disc homònim de Pep Gimeno, ''Botifarra'', així com amb grups de música popular com Tito Pontet, amb el qual va enregistrar el tema «Ai, mare».